# Pantoporia mioswara
Pantoporia mioswara är en fjärilsart som beskrevs av Talbot 1932. Pantoporia mioswara ingår i släktet Pantoporia och familjen praktfjärilar. Inga underarter finns listade i Catalogue of Life.